# Chiese di Treviso
Lista (incompleta) delle Chiese di Treviso (in ordine alfabetico). Sono elencate tutte le chiese del Comune, sia quelle poste entro le mura, sia tutte quelle al di fuori di esse e quindi appartenenti anche ai quartieri e alle frazioni periferiche della città. 

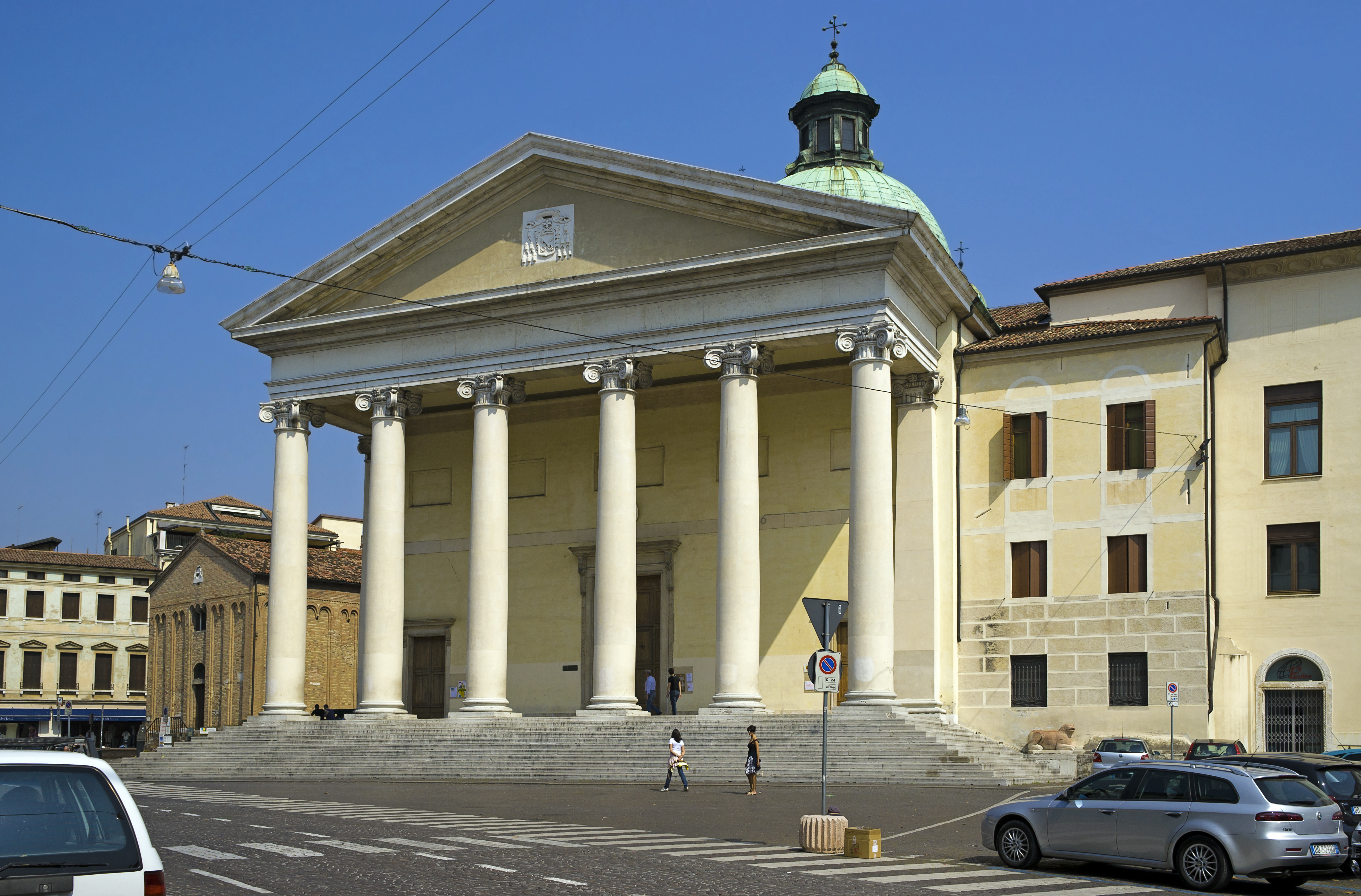
Duomo

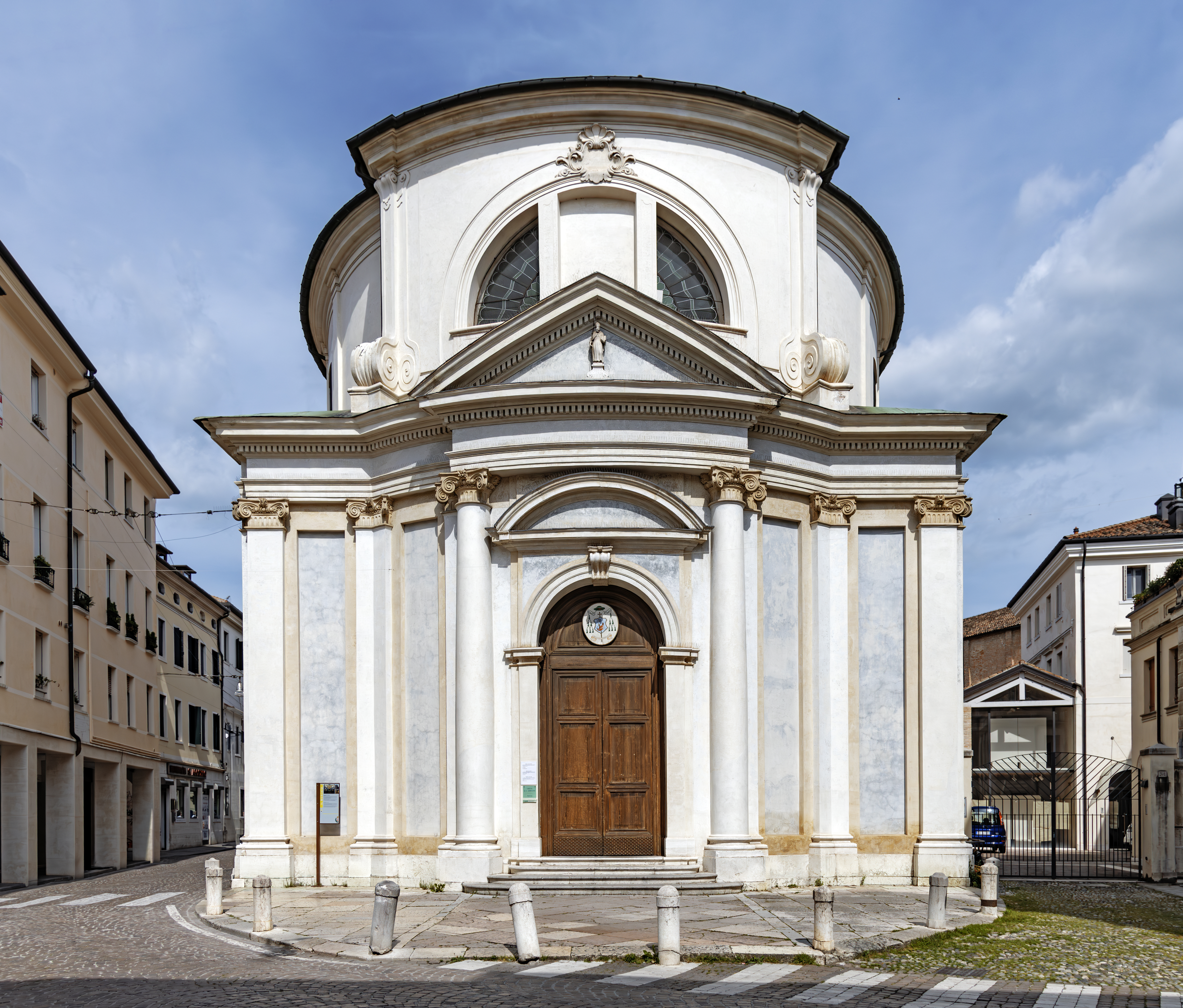
Chiesa di Sant' Agostino

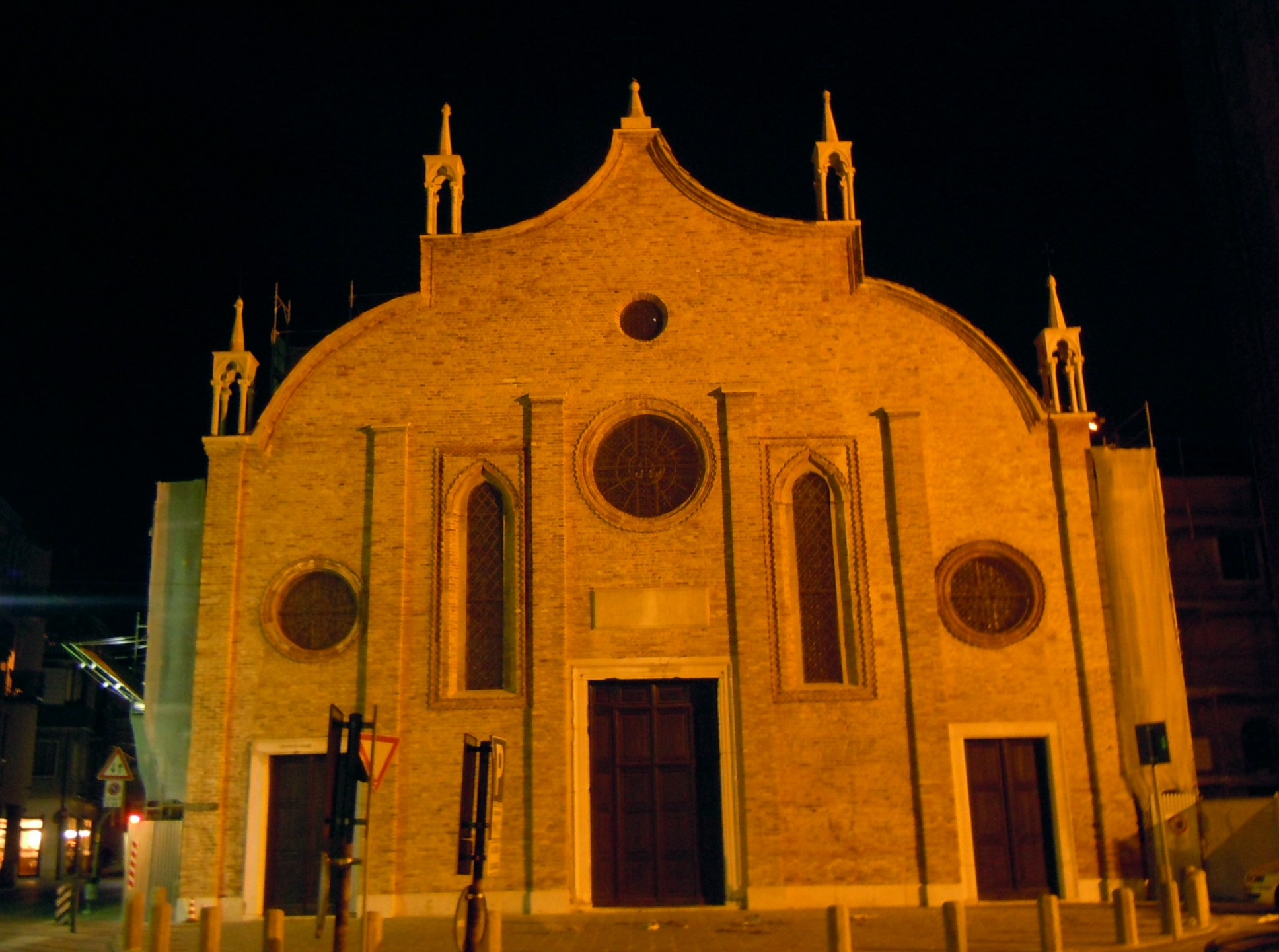
Chiesa di Santa Maria Maggiore

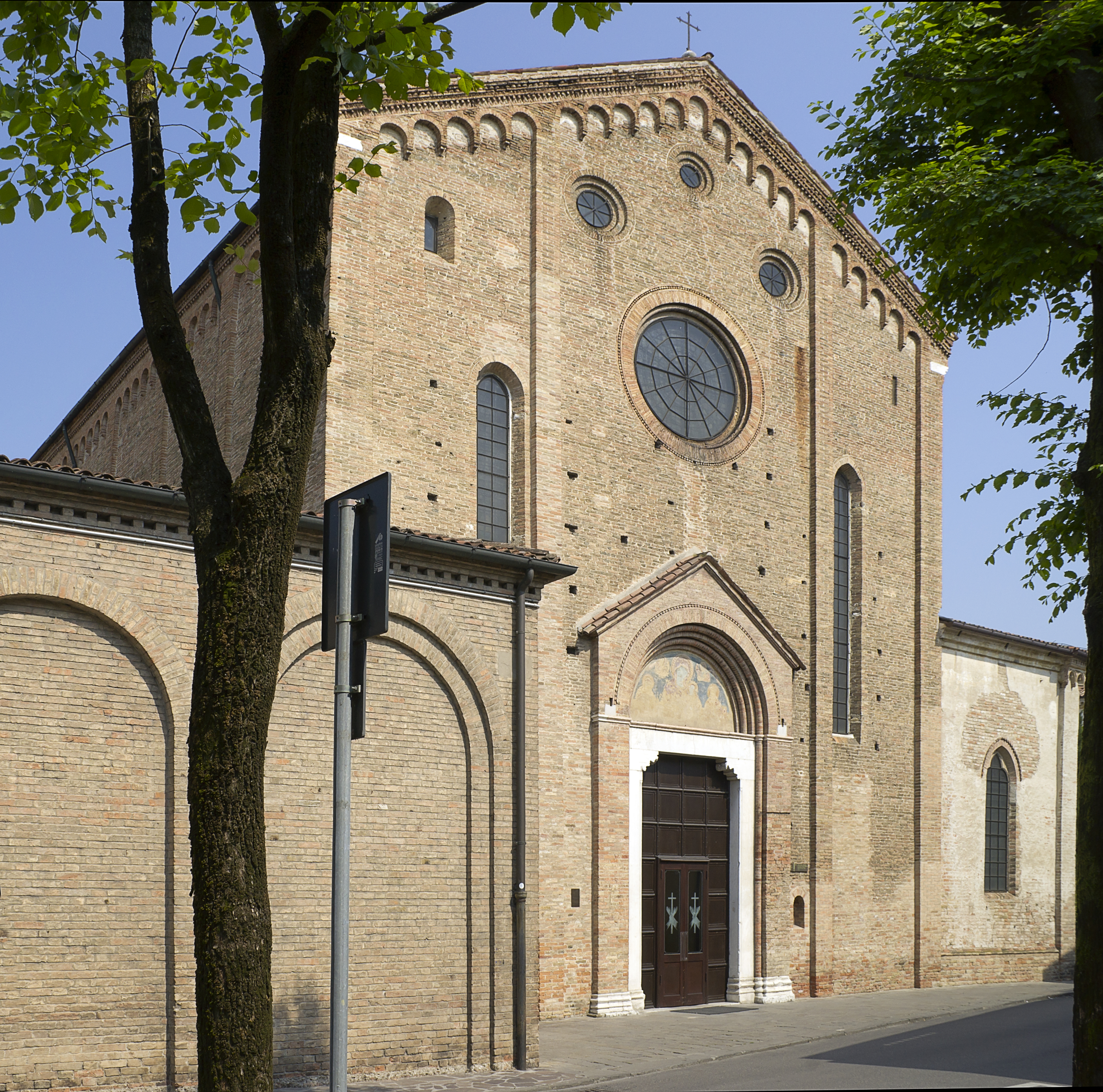
Chiesa di San Francesco

## Chiese aperte al culto

### Intra moenia
- Cattedrale di San Pietro
- Chiesa dell'Adorazione
- Chiesa del Beato Enrico
- Chiesa dei Santi 40 (Sant'Agnese)
- Chiesa di Sant'Agostino
- Chiesa di Sant'Andrea in Riva
- Chiesa di Santa Fosca in Santa Maria Maggiore
- Chiesa di San Francesco
- Chiesa di San Giovanni Battista
- Chiesa di San Giovanni della Croce[1]
- Chiesa di San Leonardo
- Chiesa di Santa Lucia
- Chiesa di Santa Maria Maddalena
- Chiesa di San Martino Urbano
- Chiesa di San Nicolò
- Chiesa di Santo Stefano
- Chiesa di San Vito
- Chiesa della Visitazione

### Extra moenia
- Chiesa di Cristo Re (Parrocchia di Selvana)
- Chiesa dell'Immacolata
- Chiesa della Visitazione in Canizzano
- Chiesa del Sacro Cuore
- Chiesa di Sant'Ambrogio
- Chiesa di Sant'Angelo
- Chiesa di Sant'Antonino
- Chiesa di San Bartolomeo
- Chiesa di Santa Bona
- Chiesa di Sant'Elena Imperatrice (Parrocchia di Monigo)
- Chiesa di San Giuseppe
- Chiesa di San Lazzaro
- Chiesa di San Liberale

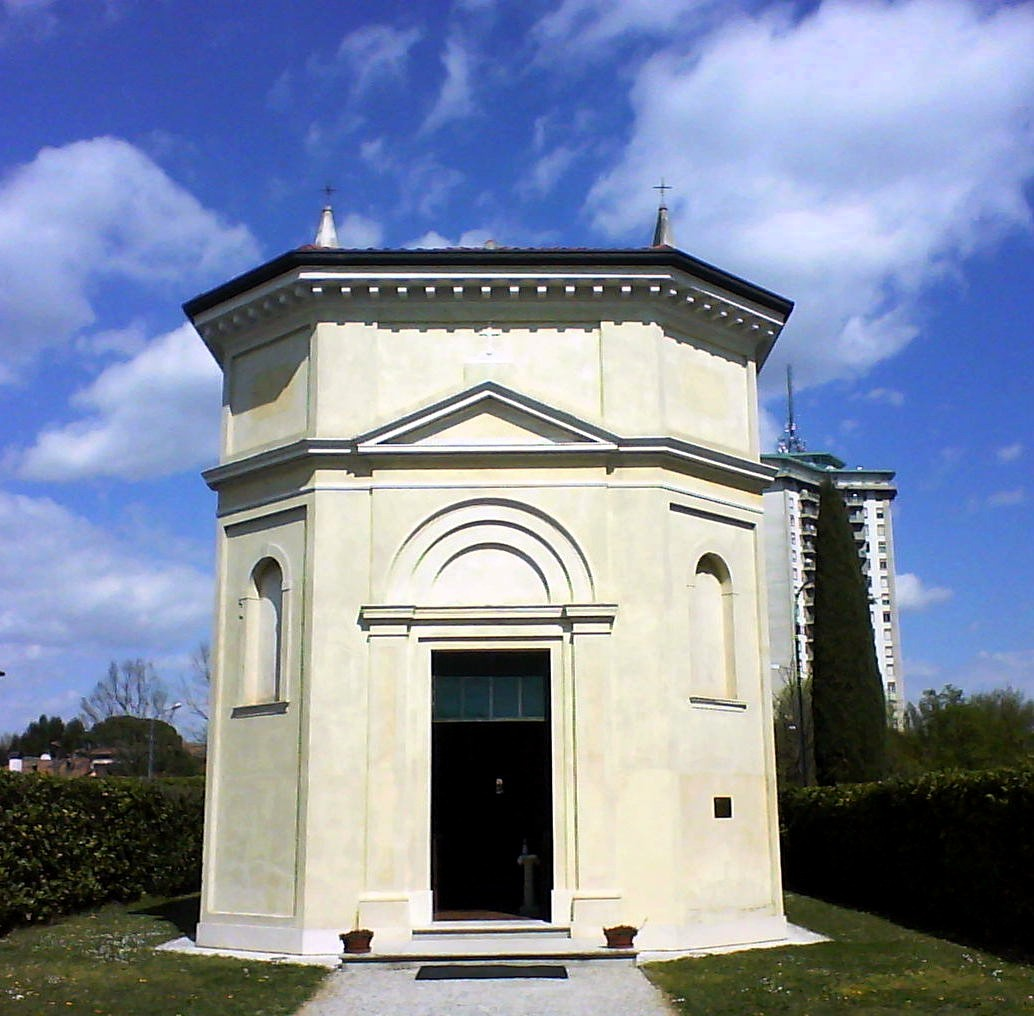
Oratorio Santa Filomena

- Chiesa di San Liberale a Porta Altinia (Chiesa degli Oblati)
- Chiesa di Santa Maria Ausiliatrice
- Chiesa di Sant'Anna (Santa Maria del Rovere)
- Chiesa di Santa Maria del Sile
- Chiesa di San Paolo
- Chiesa di San Pelagio
- Chiesa di San Pio X
- Chiesa di San Zeno
- Oratorio della Madonnetta (Cal di Breda)
- Oratorio di Santa Filomena (Santa Bona)
- Oratorio di Sant'Anna (Monigo)

## Chiese sconsacrate
- Chiesa di Santa Caterina
- Chiesa di Santa Croce (situata nel Quartiere latino)
- Chiesa di Santa Margherita
- Chiesa di Santa Maria Nova (in via Canova, ex Intendenza di Finanza)
- Chiesa di San Bartolomeo (in via Manzoni, di fronte all'imbocco di via Casa di ricovero)
- Chiesa di San Gaetano
- Chiesa di San Gregorio (nei pressi di Piazza dei Signori, in Vicolo san Gregorio)
- Chiesa di San Teonisto (in via san Nicolò)
- Oratorio delle Orsoline (in via Fra' Giocondo)

## Chiese scomparse
- Chiesa della Ss.ma Trinità e convento dei Cappuccini (un tempo situati dove ora si trova il Collegio Pio X)
- Chiesa di Santa Maria Mater Domini, detta de fossis, e convento delle Cappuccine (il convento ha dato nome all'attuale piazza omonima, nei pressi di Piazza Duomo)
- Chiesa di San Giovanni in Riva (nelle immediate vicinanze della chiesa di sant'Andrea)
- Chiesa di San Lorenzo (in via XX Settembre)
- Chiesa di San Michele Arcangelo (in piazza Crispi, con facciata rivolta verso la Loggia dei Cavalieri  e il fianco su via Martiri)
- Chiesa di Santa Maria del Gesù e convento dei Frati Minori Osservanti (nell'attuale Piazza della Vittoria, dove ora sorge l'Istituto Riccati)
- Chiesa di San Pancrazio (nei pressi di Piazza Filodrammatici)
- Chiesa di San Paolo (nelle vicinanze di santa Margherita. Il convento annesso fa ora parte dell'università)
- Chiesa di San Tomaso (in Borgo Cavalli)
- Chiesa degli Ognissanti e convento dei Carmelitani (ora diviso tra Biblioteca Comunale e Museo Bailo)
- Chiesa antica parrocchiale di Sant'Agnese (tra l'attuale parrocchia e Porta SS. Quaranta, circa all'imbocco di via Filzi)
- Oratorio della Madonnetta in Piazza del grano